# Scherma ai XIII Giochi panamericani
I Giochi Panamericani di scherma del 1999 si sono svolti a Winnipeg, in Canada, e hanno visto lo svolgimento di 10 gare, 6 maschili e 4 femminili.

## Podi

### Uomini
| Evento      | Oro                                                         | Argento                                                               | Bronzo                                                                    |
| Spada       |                                                             |                                                                       |                                                                           |
| Individuale | Carlos Pedroso                                              | Jonathan Peña                                                         | Laurie Shong Arturo Simont                                                |
| A squadre   | Cuba Camilo Boris Iván Trevejo Nelson Loyola Carlos Pedroso | Cile Luciano Inostroza Javier Gutiérrez Sergio Penzo Paris Inostroza  | Colombia Saúl Vasco William González Mauricio Rivas Juan Miguel Paz       |
| Fioretto    |                                                             |                                                                       |                                                                           |
| Individuale | Rolando Tucker                                              | Elvis Gregory                                                         | Zaddick Longenbach Carlos Rodríguez                                       |
| A squadre   | Cuba Rolando Tucker Elvis Gregory Raúl Perojo Oscar García  | Stati Uniti Clifford Bayer Zaddick Longenbach Dan Kellner David Lidow | Venezuela Enrique da Silva Carlos Pineda Carlos Rodríguez Rafael Suárez   |
| Sciabola    |                                                             |                                                                       |                                                                           |
| Individuale | Cándido Maya                                                | Akhnaten Spencer-El                                                   | Michel Boulos Arístides Faure                                             |
| A squadre   | Canada Michel Boulos Evens Gravel Marc-Olivier Hassoun      | Cuba Abel Caballero Cándido Maya Arístides Faure Elvis Gregory        | Stati Uniti Terrence Lasker Herby Raynaud Keeth Smart Akhnaten Spencer-El |

### Donne
| Evento      | Oro                                                             | Argento                                                     | Bronzo                                                               |
| Spada       |                                                                 |                                                             |                                                                      |
| Individuale | Mirayda García                                                  | Tamara Esteri                                               | Elida Agüero Nhi Lan Le                                              |
| A squadre   | Cuba Eimey Gómez Zuleydis Ortíz Tamara Esteri Mirayda García    | Canada Heather Landymore Monique Kavelaars Sherraine Schalm | Stati Uniti Stephanie Eim Nhi Lan Le Julie Smith Sarah Orman         |
| Fioretto    |                                                                 |                                                             |                                                                      |
| Individuale | Migsey Dusú                                                     | Cecilia Esteva                                              | Julie Mahoney Adlim Benítez                                          |
| A squadre   | Cuba Adlim Benítez Migsey Dusú Odalys Gorguet Lizmaite Trujillo | Venezuela Johana Fuenmayor Mariana González Sandra Torres   | Stati Uniti Stephanie Eim Susan Jennings Julie Smith Iris Zimmermann |

## Medagliere
| #      | Nazione     | Oro | Argento | Bronzo | Totale |
| ------ | ----------- | --- | ------- | ------ | ------ |
| 1      | Cuba        | 9   | 3       | 2      | 14     |
| 2      | Canada      | 1   | 1       | 3      | 5      |
| 3      | Stati Uniti | 0   | 2       | 5      | 7      |
| 4      | Venezuela   | 0   | 1       | 2      | 3      |
| 5      | Messico     | 0   | 1       | 1      | 2      |
| 6      | Cile        | 0   | 1       | 0      | 1      |
| 6      | Porto Rico  | 0   | 1       | 0      | 1      |
| 8      | Argentina   | 0   | 0       | 1      | 1      |
| 8      | Colombia    | 0   | 0       | 1      | 1      |
| Totale | Totale      | 10  | 10      | 15     | 35     |